# François Massialot

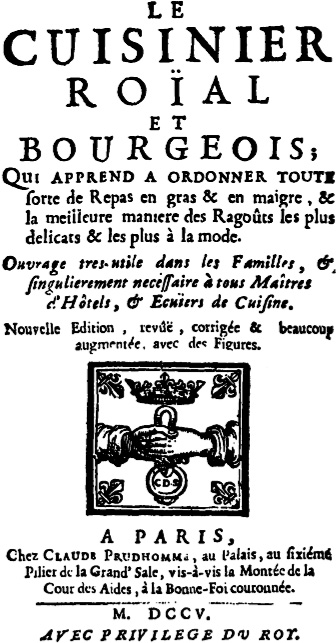
Titelblad van Le cuisinier royal et bourgeois

François Massialot (Limoges, 1660 - Parijs, 1733) was een Franse chef-kok.

## Leven en werk
Massialot werkte voor de Franse adel, onder meer voor Filips I van Orléans (een broer van koning Lodewijk XIV) en diens zoon Filips II. Hij verzorgde banketten in Sceaux, Meudon en Versailles. Hij was een freelancer en omschreef zichzelf als: "een kok die zichzelf durft te kwalificeren als koninklijk, en dat niet zonder reden, omdat de maaltijden die hij beschrijft... alle werden geserveerd aan het hof of in de huizen van prinsen...".

### Kookboeken
Hij gaf een tweetal kookboeken uit, die beide in eerste instantie anoniem werden gepubliceerd. In 1691 verscheen Le cuisinier royal et bourgeois, dat werd uitgebreid in 1712 en nog eens in 1732-1733. In 1692 publiceerde hij Nouvelle instruction pour les confitures, les liqueurs et les fruits. In het eerste boek beschrijft hij menu's voor het hele jaar en noteert waar hij deze geserveerd heeft, in het tweede deel van het boek zijn de recepten alfabetisch geordend. De alfabetische ordening was nieuw voor die tijd. Massialot beschreef recepten voor onder andere crème brûlée, kroketten en erwtensoep. Beide boeken werden meerdere malen herdrukt.